# A.H. Haden Motorcycles
La A.H. Haden Motorcycles era una casa motociclistica britannica che aveva la sua sede a Birmingham.

## Storia
Nata inizialmente nel 1880 per la produzione di biciclette aveva la sua sede a Hockley, quartiere di Birmingham. La società venne poi ceduta da George Joseph Haden a suo figlio Alfred Hamlet Haden. Quest'ultimo continuò la produzione di biciclette dal 1902 al 1912. Intorno al 1906 venne iniziata una prima produzione di motociclette, produzione che aumentò notevolmente prima dell'inizio della prima guerra mondiale quando la Haden acquistò la casa motociclistica Regal.
Il periodo tra il 1912 e il 1924 è quello nel quale il marchio Haden era più conosciuto. La motocicletta più famosa della ditta era la New Comet. Sembra che il nome venne scelto per evitare la confusione con i prodotti della casa motociclistica Comet Motor Works, che aveva sede a Londra, attiva tra il 1902 e il 1907. Nel 1920 e nel 1921 la casa partecipò al Tourist Trophy piazzandosi al decimo posto durante la sua prima partecipazione.
La Haden, nonostante fosse una società indipendente, per la sua produzione di motociclette utilizzava componenti prodotti da JAP, Villiers, Beardmore Precision Motorcycles, PeCo e Climax.
Il figlio Alfred acquistò la società nel 1937 cambiandone la ragione sociale in Haden Bros e iniziò a costruire componenti per i carri armati, la cui produzione continuò anche durante la seconda guerra mondiale. Dopo la fine della guerra la ditta divenne molto conosciuta per i suoi componenti per il mercato delle biciclette e delle moto, attività che proseguì dal 1954 al 2002 quando la società ha chiuso per la concorrenza internazionale.
L'unica motocicletta Haden ancora esistente è una moto con motore due tempi di 347 cm³ di cilindrata.
Il marchio A.H. Haden non ha nessun collegamento con la casa motociclistica del 1904, e dalla vita piuttosto breve, F. Haden con sede a Cheltenham di Kynochs, Birmingham.